# Helmut Günther Schneider
Helmut Günther Schneider (* 8. Juli 1929 in Leipzig; † 12. Oktober 2019) war ein deutscher Werkstoffwissenschaftler.

## Leben
Nach einem Studium der Geologie, Mineralogie und Werkstoffwissenschaften begann der gebürtige Leipziger Helmut Günther Schneider seine berufliche Laufbahn als Leiter des Bergbaureviers Südharz. Im Anschluss lehrte er am Institut für Werkstofftechnik der Hochschule für Maschinenbau Chemnitz. Er führte ab 1959 Forschungsarbeiten an der Deutschen Akademie der Wissenschaften durch und wurde an der Technischen Hochschule Leuna-Merseburg promoviert. An der Technischen Hochschule Ilmenau, wo Schneider als Hochschullehrer tätig war, habilitierte er sich im Jahr 1968. Nach seiner Habilitation war er zwei Jahre lang am Industrieforschungsinstitut für elektronische Bauelemente tätig. Ab 1970 lehrte er an der Technischen Hochschule Karl-Marx-Stadt. Von 1985 bis 1992 war Schneider beratend und forschend tätig. Während dieser Zeit lehrte er nebenberuflich an der Technischen Hochschule Leipzig. Im Jahr 1995 erhielt er eine Professur für Innovationsmanagement an der Staatlichen Universität für Technologie und Design Sankt Petersburg.
Helmut Günther Schneider war Mitglied des Vereins Deutscher Ingenieure (VDI). Er gehörte im März 1990 zu den Gründungsmitgliedern des „VDI, Gliederung DDR“ und war Gründungsvorsitzender des im Oktober 1990 wiedergegründeten VDI-Bezirksvereins Leipzig. Den Vorsitz hatte er zwei Amtszeiten inne. Von 1991 bis 2000 war Schneider Sprecher der Region Mitte. Er war Initiator der Gründung des VDI-Freundeskreises St. Petersburg.

## Ehrungen
- 1996: VDI-Ehrenmedaille
- 1999: VDI-Ehrenzeichen
- Ehrenvorsitzender des VDI-Bezirksvereins Leipzig[1]
- Medaille für das Bildungswesen der Russischen Föderation[1]

## Schriften (Auswahl)
- Untersuchungen zur gesetzmäßigen Verwachsung von α-Eisen, Molybdän und α-Wolfram mit ihren kubischen Nitriden. Dissertationsschrift. Leuna-Merseburg 1962.
- Analyse epi- und endotaxischer Verwachsungsprozesse zur Erörterung einiger charakteristischer Probleme der Dünnschichttechnik. Habilitationsschrift. Ilmenau 1968.
- Epitaxie, Endotaxie – Gesetzmäßig orientiertes Verwachsen kristalliner Stoffe. Deutscher Verlag für Grundstoffindustrie, Leipzig 1969 (als Herausgeber).
- Werkstoffe und Technologie elektronischer Bauelemente. Deutscher Verlag für Grundstoffindustrie, Leipzig 1975 (als Herausgeber).
- Halbleiterepitaxie. Hüthig, Heidelberg 1984, ISBN 3-7785-0911-X.